# Homoneura parvipunctata
Homoneura parvipunctata är en tvåvingeart som först beskrevs av de Meijere 1910.  Homoneura parvipunctata ingår i släktet Homoneura och familjen lövflugor. Inga underarter finns listade i Catalogue of Life.